# ナムコミュージアム (PSP)
『ナムコミュージアム』は、ナムコ（後のバンダイナムコエンターテインメント）より2005年2月24日に発売されたPlayStation Portable用ゲームソフト。2006年2月23日にVol.2が発売された。海外版『Namco Museum Battle Collection』は2作を1本に統合した形となっている。
ナムコミュージアムシリーズのPSP版で、ナムコのレトロアーケードゲームの他にリメイク版「アレンジメント」を収録している。

## 収録ゲーム

### ナムコミュージアム
- パックマン
- ミズ・パックマン
- ギャラガ
- ギャラクシアン
- ディグダグ
- ラリーX
- ニューラリーX
- パックマンアレンジメント
- ギャラガアレンジメント
- ニューラリーXアレンジメント
- ディグダグアレンジメント

### ナムコミュージアム Vol.2
- キング&バルーン
- ボスコニアン
- ゼビウス
- マッピー
- ドルアーガの塔
- グロブダー
- ドラゴンバスター
- ディグダグII
- モトス
- ローリングサンダー
- ドラゴンスピリット
- パックマンアレンジメントプラス
- モトスアレンジメント

## アレンジメント
グラフィックやシステムをアレンジしたリメイク版で、複数プレイヤーによる同時プレイに対応している。1995年および1996年のアーケードゲーム『ナムコクラシックコレクション』に収録されたアレンジ版も「アレンジメント」を冠しているが内容は異なる。
パックマンアレンジメント、ギャラガアレンジメント、ディグダグアレンジメントは、2009年11月5日発売のXbox 360版『ナムコミュージアム バーチャルアーケード』に収録されているほか、iPhone用ソフト『パックマンリミックス』『ギャラガリミックス』『ディグダグリミックス』として単品発売されている。ただし、いずれも複数人数プレイのモードが削除されている。

### パックマンアレンジメント
横画面、斜め見下ろし型のパックマンで、5ステージ×6ワールドの全30面。ゴーストの数は通常ステージでは4体。ワープトンネルの数はステージによって異なる。『ナムコクラシックコレクション Vol.2』収録の「パックマン・アレンジメント」とは別作品だが、一部の迷路の壁に名残がある。
操作は4方向移動のみであるが、ステージによってはドアや橋が自動開閉するといったギミックの他、パワークッキー以外にもジャンプやワープアイテムも出現する。
各ワールドは2ステージ毎に迷路の構成が変わり、5ステージ目はボス戦となる。ボス戦では迷路内をジャンプする（ワールドによってギミックが異なる）巨大なゴーストを避けながら、パワークッキーを取るとゴーストは（一時的に）イジケ化して分裂する。

### ギャラガアレンジメント
パワーアップ要素が追加されたほか、大型のボスキャラが登場する。2人から4人までの同時プレイでクリアまでの順位を競う対戦モードも収録。

### ニューラリーXアレンジメント
オリジナル同様、真上から見下ろした視線でのプレイだが、立体交差やジャンプ機能といったギミックが追加されている。2人対戦モードでは、煙幕で相手をスピンさせると持っていたフラッグを落とすので、それを奪い取ることが可能となる(1人プレイでもステージにより敵車がフラッグを持っていることがある)。

### ディグダグアレンジメント
プーカやファイガーといったおなじみのキャラ以外にも多数の個性あふれるキャラクターが追加された。ステージ上のギミックも従来の岩以外多数追加されるなどバラエティーに富んでいる。各エリアの最終ステージには大きなボスモンスターが登場。2人協力プレイでは、相手にモリや岩があたると相手方のミスとなるが、こちらも減点となる。

### パックマンアレンジメントプラス
2006年2月23日発売のPlayStation Portable版『ナムコミュージアムVol.2』に収録。
ギミックやステージ背景がリニューアルされているほか、多人数プレイが4人までのアドホック対戦となった。
アドホック対戦
制限時間内か迷路内のクッキーを食べ尽くすとゲーム終了。たくさんクッキーを食べたプレイヤーが勝利となる。
ゴーストにつかまるとプレイヤーのパックマンはゴーストとなり（視野がせまくなる）、食べたクッキーを迷路内にばらまいてしまう。アイテムを取るか他のパックマンにタッチするとパックマンに戻る（タッチされたパックマンはゴーストに）。

### モトスアレンジメント
全35面で、ステージ全体が傾く、特定の個所が一方通行になるといったギミックが搭載されている。基本的なルールはオリジナルに準ずるが、ステージクリア後にプレイヤーが転落してもミス扱いにならない、敵によって落とされたビーコンは点数としてカウントされない等の差異がある。2人から4人までの対戦プレイはゲームシェアリングにも対応している。